# SummerSlam
SummerSlam è uno degli eventi a pagamento organizzati annualmente dalla WWE, nonché il terzo più longevo tra quelli proposti e uno dei più importanti, tanto da essere comunemente indicato come uno dei cosiddetti "Big Four" (insieme a Royal Rumble, WrestleMania e Survivor Series).
L'evento si tiene ogni anno nel mese di agosto e la prima edizione si svolse il 29 agosto 1988 al Madison Square Garden di New York.

## Edizioni
| Edizione        | Data                   | Città           | Sede                  | Main event                                                                                |
| --------------- | ---------------------- | --------------- | --------------------- | ----------------------------------------------------------------------------------------- |
| 1988 (Dettagli) | 29 agosto 1988         | New York        | Madison Square Garden | André the Giant e Ted DiBiase vs. Hulk Hogan e Randy Savage                               |
| 1989 (Dettagli) | 28 agosto 1989         | East Rutherford | Meadowlands Arena     | Brutus Beefcake e Hulk Hogan vs. Randy Savage e Zeus                                      |
| 1990 (Dettagli) | 27 agosto 1990         | Philadelphia    | The Spectrum          | Rick Rude vs. The Ultimate Warrior                                                        |
| 1991 (Dettagli) | 26 agosto 1991         | New York        | Madison Square Garden | Colonel Mustafa, General Adnan e Sgt. Slaughter vs. Hulk Hogan e The Ultimate Warrior     |
| 1992 (Dettagli) | 29 agosto 1992         | Londra          | Wembley Stadium       | Bret Hart vs. The British Bulldog                                                         |
| 1993 (Dettagli) | 30 agosto 1993         | Auburn Hills    | The Palace            | Lex Luger vs. Yokozuna                                                                    |
| 1994 (Dettagli) | 29 agosto 1994         | Chicago         | United Center         | The Undertaker vs. "Fake" Undertaker                                                      |
| 1995 (Dettagli) | 27 agosto 1995         | Pittsburgh      | Civic Arena           | Diesel vs. King Mabel                                                                     |
| 1996 (Dettagli) | 18 agosto 1996         | Cleveland       | Gund Arena            | Shawn Michaels vs. Vader                                                                  |
| 1997 (Dettagli) | 3 agosto 1997          | East Rutherford | Continental Airlines  | Bret Hart vs. The Undertaker                                                              |
| 1998 (Dettagli) | 30 agosto 1998         | New York        | Madison Square Garden | "Stone Cold" Steve Austin vs. The Undertaker                                              |
| 1999 (Dettagli) | 22 agosto 1999         | Minneapolis     | Target Center         | Mankind vs. "Stone Cold" Steve Austin vs. Triple H                                        |
| 2000 (Dettagli) | 27 agosto 2000         | Raleigh         | E&S Arena             | Kurt Angle vs. The Rock vs. Triple H                                                      |
| 2001 (Dettagli) | 19 agosto 2001         | San Jose        | Compaq Center         | Booker T vs. The Rock                                                                     |
| 2002 (Dettagli) | 25 agosto 2002         | Uniondale       | Nassau Coliseum       | Brock Lesnar vs. The Rock                                                                 |
| 2003 (Dettagli) | 24 agosto 2003         | Phoenix         | America West Arena    | Chris Jericho vs. Goldberg vs. Kevin Nash vs. Randy Orton vs. Shawn Michaels vs. Triple H |
| 2004 (Dettagli) | 15 agosto 2004         | Toronto         | Air Canada Centre     | Chris Benoit vs. Randy Orton                                                              |
| 2005 (Dettagli) | 21 agosto 2005         | Washington      | MCI Center            | Hulk Hogan vs. Shawn Michaels                                                             |
| 2006 (Dettagli) | 20 agosto 2006         | Boston          | TD Banknorth Garden   | Edge vs. John Cena                                                                        |
| 2007 (Dettagli) | 26 agosto 2007         | East Rutherford | Continental Airlines  | John Cena vs. Randy Orton                                                                 |
| 2008 (Dettagli) | 17 agosto 2008         | Indianapolis    | Conseco Fieldhouse    | Edge vs. The Undertaker                                                                   |
| 2009 (Dettagli) | 23 agosto 2009         | Los Angeles     | Staples Center        | Jeff Hardy vs. CM Punk                                                                    |
| 2010 (Dettagli) | 15 agosto 2010         | Los Angeles     | Staples Center        | Team WWE vs. The Nexus                                                                    |
| 2011 (Dettagli) | 14 agosto 2011         | Los Angeles     | Staples Center        | CM Punk vs. John Cena                                                                     |
| 2012 (Dettagli) | 19 agosto 2012         | Los Angeles     | Staples Center        | Brock Lesnar vs. Triple H                                                                 |
| 2013 (Dettagli) | 18 agosto 2013         | Los Angeles     | Staples Center        | Daniel Bryan vs. Randy Orton                                                              |
| 2014 (Dettagli) | 17 agosto 2014         | Los Angeles     | Staples Center        | John Cena vs. Brock Lesnar                                                                |
| 2015 (Dettagli) | 23 agosto 2015         | Brooklyn        | Barclays Center       | Brock Lesnar vs. The Undertaker                                                           |
| 2016 (Dettagli) | 21 agosto 2016         | Brooklyn        | Barclays Center       | Brock Lesnar vs. Randy Orton                                                              |
| 2017 (Dettagli) | 20 agosto 2017         | Brooklyn        | Barclays Center       | Brock Lesnar vs. Braun Strowman vs. Roman Reigns vs. Samoa Joe                            |
| 2018 (Dettagli) | 19 agosto 2018         | Brooklyn        | Barclays Center       | Brock Lesnar vs. Roman Reigns                                                             |
| 2019 (Dettagli) | 11 agosto 2019         | Toronto         | Scotiabank Arena      | Brock Lesnar vs. Seth Rollins                                                             |
| 2020 (Dettagli) | 23 agosto 2020         | Orlando         | Amway Center          | "The Fiend" Bray Wyatt vs. Braun Strowman                                                 |
| 2021 (Dettagli) | 21 agosto 2021         | Paradise        | Allegiant Stadium     | Roman Reigns vs. John Cena                                                                |
| 2022 (Dettagli) | 30 luglio 2022         | Nashville       | Nissan Stadium        | Roman Reigns vs. Brock Lesnar                                                             |
| 2023 (Dettagli) | 5 agosto 2023          | Detroit         | Ford Field            | Roman Reigns vs. Jey Uso                                                                  |
| 2024 (Dettagli) | 3 agosto 2024          | Cleveland       | Browns Stadium        | Cody Rhodes vs. Solo Sikoa                                                                |
| 2025 (Dettagli) | 2 agosto-3 agosto 2025 | East Rutherford | MetLife Stadium       | Gunther vs. CM Punk (prima serata) John Cena vs. Cody Rhodes (seconda serata)             |